# Potápka australská
Potápka australská (Tachybaptus novaehollandiae) je druh potápky, který se vyskytuje v Australasii a přilehlých ostrovech. Spolu s potápkou nejmenší a potápkou malou patří k nejmenším potápkám.

## Systematika a výskyt
Druh formálně popsal anglický přírodovědec James Francis Stephens v roce 1826. Druhové jméno novaehollandiae znamená novoholandská. Jako Nové Holandsko raní nizozemští objevitelé označovali západní Austrálii. Celá Austrálie byla v Evropě v průběhu 17.–19. století známá jako Nové Holandsko. Rozeznávají se tyto poddruhy s následujícím rozšířením:
- T. n. javanicus (Mayr, 1943) – Jáva.
- T. n. fumosus (Mayr, 1943) – severní Sulawesi.
- T. n. incola (Mayr, 1943) – severní Nová Guinea.
- T. n. novaehollandiae (Stephens, 1826) – jižní Nová Guinea, Austrálie, Tasmánie a Nový Zéland.
- T. n. leucosternos (Mayr, 1931) – Vanuatu a Nová Kaledonie.
- T. n. rennellianus (Mayr, 1943) – ostrov Rennell (Šalomonovy ostrovy)

## Popis
Malá potápka o délce těla 25–27 cm. Samice a samec vypadají stejně, samec je o něco větší s delším zobákem. Svrchní část těla je převážně popelavá. Břicho je bílé. Hlava je leskle černá, od oka směrem ke stranám hlavy a krku se táhne kaštanová skvrna. U kořene zobáku se vyskytuje výrazná oválná žlutá neopeřená oblast. Oči jsou žluté, zobák černý s bílým koncem, nohy jsou tmavě zelenošedé. Prostý šat má bledší hlavu a krk a tváře jsou bílé, zobák šedohnědý.

## Biologie a chování

### Stanoviště a výskyt

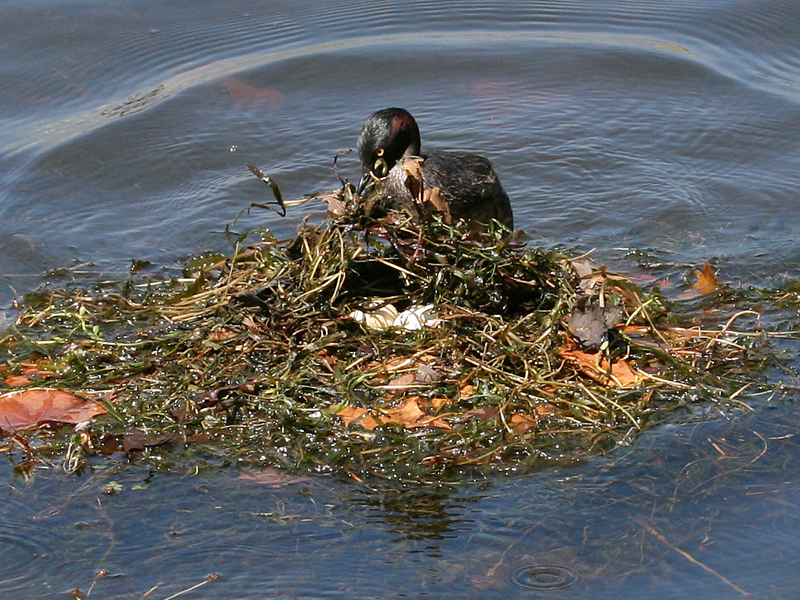
Dospělec při zakrývání hnízda (Austrálie)

Potápka australská je poměrně široce a početně rozšířena v trvalých vodních habitatech. Jen v Austrálii se počet potápek australských odhaduje na asi 500 000. Tato potápka byla poprvé zaznamenána v Tasmánii v roce 1964 a na Novém Zélandu poprvé v roce 1968. V obou těchto oblastech se uchytila, avšak novozélandská i tasmánská populace jsou jen velmi malé, čítající desítky, maximálně nižší stovky ptáků. V období dešťů může potápka australská rychle osídlit dočasně vytvořené zaplavené oblasti. Je poměrně dobře přizpůsobivá a může obývat v podstatě jakékoliv vodní plochy, pokud mají dostatečnou potravní nabídku a dostatek vegetace pro hnízdění. Potápce australské na jednu stranu sice uškodilo vysoušení močálů za účelem získání zemědělské půdy, na druhou stranu jí však prospěla výstavba rybníčků a nádrží pro zemědělské a farmářské účely.

### Hnízdění

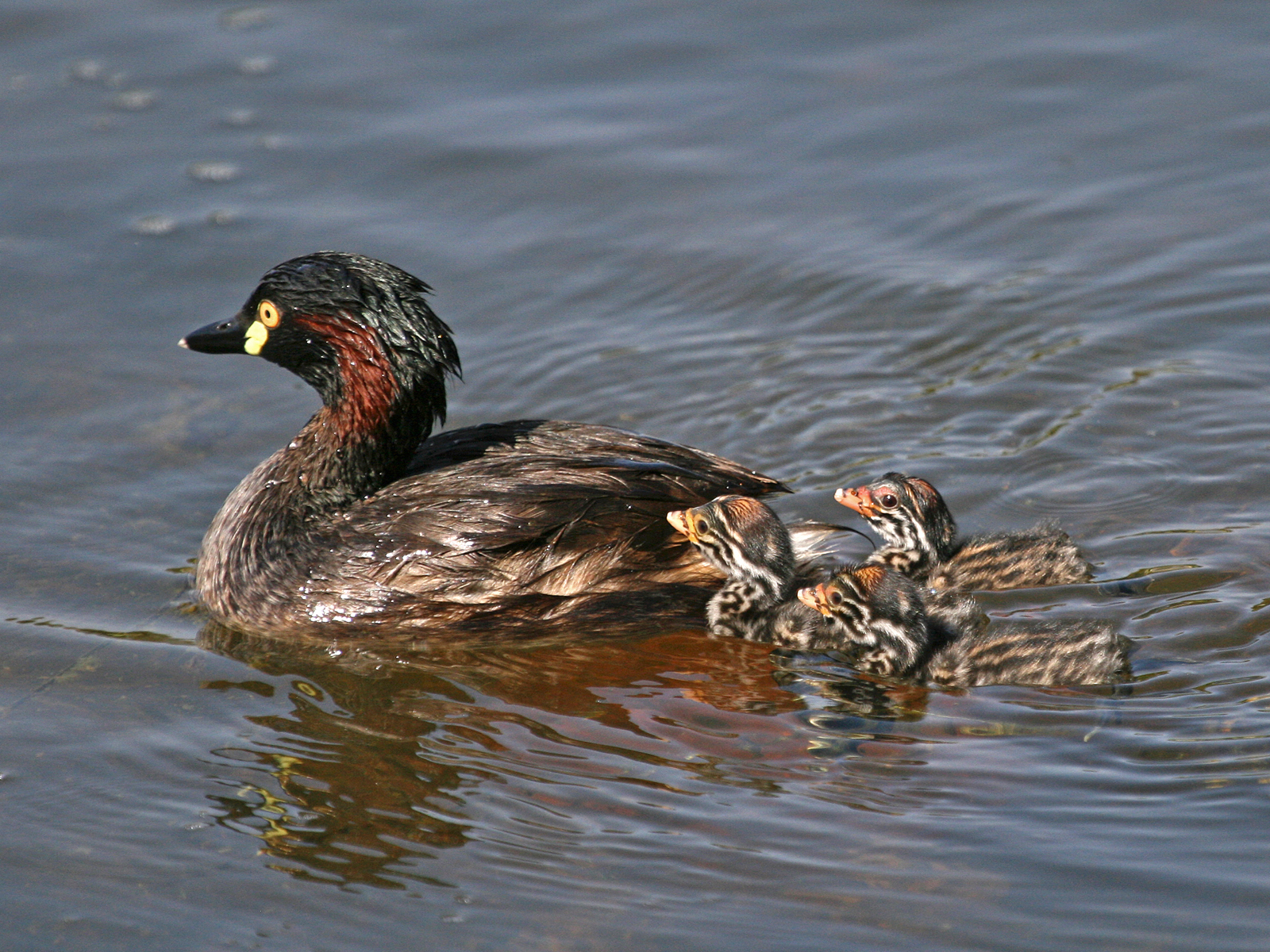
Dospělec s mláďaty

Zahnizďuje od září do prosince, méně často může zahnízdit v kteroukoliv jinou roční dobu. Hnízdí jednotlivě. Hnízdo si staví přímo na vodě. Samice snáší 4–5 vajec ve 2–3 snůškách za jedno hnízdní období. Inkubace trvá kolem 23 dní. Ptáčata se rodí obalena tmavě hnědým prachovým peřím se světlými proužky na horní straně těla, spodina je šedohnědá a bílá. Osamostatňují se ve věku kolem 8 týdnů. Mláďata z první snůšky někdy pomáhají s výchovou mláďat z následující snůšky.

### Potrava
Živí se převážně malými rybkami, plži a vodním hmyzem. Pro potravu se většinou potápějí, avšak mohou ji sbírat i při pohybu po hladině s hlavou ponořenou pod vodu, nebo přímo z vodní hladiny a vegetace. Podobně jako některé jiné potápky, i potápky australské cíleně polykají peří. Nejčastěji se krmí za soumraku.

### Chování
Jedná se o chabé letce. V době hnízdění se zdržují v páru, mimo hnízdění zůstávají v páru, nebo formují menší skupinky. Jsou to teritoriální ptáci, kteří mohou na svých teritoriích zůstávat po celý rok. Potápky australské jsou poměrně vokální, ke zvukovým projevům patří řinčivý trylek, kterým se občas ozývají v duetech. Občas vydávají jen jedinou ostrou notu. Během hnízdění se chovají jen velmi nenápadně. V případě pouhého náznaku nebezpečí se rychle a tiše potápí pod hladinu, avšak hlavu nechávají nad hladinou a jen tiše pozorují okolí.

## Ohrožení
Druh je považován za málo dotčený. Odhady početnosti se pohybují v širokém rozptylu od 25 tisíc do milionu jedinců.